# Гарабедян, Пол Розель
Пол Розель Гарабедян (англ. Paul Roesel Garabedian, 2 августа 1927[…], Цинциннати, Огайо — 13 мая 2010, Манхэттен, Нью-Йорк) — американский учёный в области прикладной математики.

## Биография
И отец, и два дяди Пола были математиками. Вместе с сестрой Кэролайн получил домашнее образование. В шестнадцать лет предпринял неудачную попытку поступить в Гарвард (не был принят из-за юного возраста).
Степень бакалавра по математике получил в Университете Брауна (1946), степень магистра в Гарвардском университете (1947) и там же докторскую степень (1948). Ученик Ларса Альфорса.
С 1949 года работал на факультете Калифорнийского университета, доцент, с 1952 года — адъюнкт-профессор.
В 1956 году перешёл в Стэнфордский университет на должность профессора математики, а в 1959 году — в Институт математических наук (позже переименованный в Институт Куранта) при Нью-Йоркском университете. В 1978 году возглавил там отдел вычислительной гидродинамики.
В 1975 году избран членом Национальной академии наук США.
Лауреат премии Теодора фон Кармана (1989)
Создал научную школу, подготовив 27 кандидатов наук, первый — Эдвард МакЛеод (1953), а последний — Конни Чен (1997).
В устном интервью SIAM в 2005 году Пол заметил Филиппу Дэвису: «Я был вундеркиндом. Я всё ещё вундеркинд, но мало кто знает об этом».
Скончался в своем доме на Манхэттене.

## Научные интересы
Известен своим вкладом в различные области вычислительной гидродинамики и физики плазмы, включившим оригинальные результаты в широком поле направлений от теории потенциала и конформных отображений до проектирования и оптимизации стеллараторов.